# Campeonato Profesional 1977
Il Campeonato Profesional 1977 fu la 30ª edizione della massima serie del campionato colombiano di calcio, e fu vinta dall'Atlético Junior.

## Avvenimenti
Il Finalización è composto da due gironi: il girone A è composto dalle prime 7 dell'Apertura, mentre il B dalle ultime 7. Vengono formati degli abbinamenti tra squadre dei due gruppi: ciascuna squadra del gruppo A è abbinata a una squadra del gruppo B. Quando la squadra del gruppo B incontra l'avversaria del gruppo A cui è abbinata, gioca due partite in casa e una in trasferta. Cambiano i criteri di qualificazione al girone finale: passano le prime due dell'Apertura, le prime tre classificate del gruppo A del Finalización e la prima classificata del gruppo B. Se una delle squadre partecipanti al Finalización è già qualificata al girone finale e rientra tra le prime 3 del gruppo A, essa cede il posto alla quarta miglior classificata.

## Partecipanti
- América de Cali
- Atlético Bucaramanga
- Atlético Junior
- Atlético Nacional
- Cristal Caldas
- Cúcuta Deportivo
- Deportes Quindío
- Deportes Tolima
- Deportivo Cali
- Deportivo Pereira
- Independiente Medellín
- Millonarios
- Santa Fe
- Unión Magdalena

## Torneo Apertura
|  | Pos. | Squadra                | Pt | G  | V  | N  | P  | GF | GS | DR  |
|  | ---- | ---------------------- | -- | -- | -- | -- | -- | -- | -- | --- |
|  | 1.   | Atlético Junior        | 35 | 26 | 12 | 11 | 3  | 39 | 21 | +18 |
|  | 2.   | Deportivo Cali         | 33 | 26 | 13 | 7  | 6  | 47 | 33 | +14 |
|  | 3.   | América de Cali        | 29 | 26 | 11 | 7  | 8  | 38 | 32 | +6  |
|  | 4.   | Santa Fe               | 29 | 26 | 8  | 13 | 5  | 33 | 30 | +3  |
|  | 5.   | Millonarios            | 28 | 26 | 10 | 8  | 8  | 40 | 33 | +7  |
|  | 6.   | Atlético Nacional      | 28 | 26 | 10 | 8  | 8  | 29 | 24 | +5  |
|  | 7.   | Cristal Caldas         | 28 | 26 | 11 | 6  | 9  | 36 | 36 | 0   |
|  | 8.   | Independiente Medellín | 28 | 26 | 9  | 10 | 7  | 31 | 27 | +4  |
|  | 9.   | Deportes Quindío       | 27 | 26 | 9  | 9  | 8  | 29 | 33 | -4  |
|  | 10.  | Unión Magdalena        | 23 | 26 | 7  | 9  | 10 | 22 | 33 | -11 |
|  | 11.  | Atlético Bucaramanga   | 22 | 26 | 4  | 14 | 8  | 26 | 34 | -8  |
|  | 12.  | Deportivo Pereira      | 21 | 26 | 7  | 7  | 12 | 26 | 36 | -10 |
|  | 13.  | Deportes Tolima        | 20 | 26 | 6  | 8  | 12 | 30 | 35 | -5  |
|  | 14.  | Cúcuta Deportivo       | 13 | 26 | 3  | 7  | 16 | 29 | 48 | -19 |

Legenda:

         Qualificato al girone finale; inserito nel gruppo A.
         Inserito nel gruppo A.
         Inserito nel gruppo B.
Note:
Due punti a vittoria, uno a pareggio, zero a sconfitta.

## Torneo Finalización
Abbinamenti: América-Atl. Bucaramanga; Atlético Nacional-Ind. Medellín; Cristal Caldas-Dep. Pereira; Dep. Cali-Cúcuta; Junior-Unión Magdalena; Millonarios-Dep. Quindío; Santa Fe-Dep. Tolima.

### Gruppo A
|  | Pos. | Squadra           | Pt | G  | V  | N | P | GF | GS | DR  |
|  | ---- | ----------------- | -- | -- | -- | - | - | -- | -- | --- |
|  | 1.   | Deportivo Cali    | 29 | 21 | 12 | 5 | 4 | 36 | 18 | +18 |
|  | 2.   | Millonarios       | 26 | 21 | 9  | 8 | 4 | 30 | 21 | +9  |
|  | 3.   | Atlético Nacional | 24 | 21 | 8  | 8 | 5 | 26 | 23 | +3  |
|  | 4.   | Santa Fe          | 22 | 21 | 9  | 4 | 8 | 33 | 26 | +7  |
|  | 5.   | América de Cali   | 21 | 21 | 6  | 9 | 6 | 26 | 25 | +1  |
|  | 6.   | Cristal Caldas    | 20 | 21 | 6  | 8 | 7 | 35 | 38 | -3  |
|  | 7.   | Atlético Junior   | 18 | 21 | 5  | 8 | 8 | 18 | 26 | -8  |

Legenda:
         Qualificato al girone finale.
Note:
Due punti a vittoria, uno a pareggio, zero a sconfitta.

### Gruppo B
|  | Pos. | Squadra                | Pt | G  | V | N  | P  | GF | GS | DR  |
|  | ---- | ---------------------- | -- | -- | - | -- | -- | -- | -- | --- |
|  | 1.   | Atlético Bucaramanga   | 22 | 21 | 6 | 10 | 5  | 23 | 21 | +2  |
|  | 2.   | Deportes Quindío       | 20 | 21 | 7 | 6  | 8  | 20 | 25 | -5  |
|  | 3.   | Cúcuta Deportivo       | 20 | 21 | 6 | 8  | 7  | 21 | 25 | -4  |
|  | 4.   | Unión Magdalena        | 20 | 21 | 6 | 8  | 7  | 21 | 25 | -4  |
|  | 5.   | Deportivo Pereira      | 18 | 21 | 5 | 8  | 8  | 23 | 27 | -4  |
|  | 6.   | Independiente Medellín | 18 | 21 | 4 | 10 | 7  | 27 | 29 | -2  |
|  | 7.   | Deportes Tolima        | 16 | 21 | 5 | 6  | 10 | 16 | 26 | -10 |

Legenda:
         Qualificato al girone finale.
Note:
Due punti a vittoria, uno a pareggio, zero a sconfitta.

## Girone finale
|                     | Pos. | Squadra              | Pt | G  | V | N | P | GF | GS | DR  |
| ------------------- | ---- | -------------------- | -- | -- | - | - | - | -- | -- | --- |
| Colombia (bandiera) | 1.   | Atlético Junior      | 15 | 10 | 7 | 1 | 2 | 14 | 9  | +5  |
|                     | 2.   | Deportivo Cali       | 12 | 10 | 5 | 2 | 3 | 20 | 13 | +7  |
|                     | 3.   | Millonarios          | 12 | 10 | 5 | 2 | 3 | 15 | 13 | +2  |
|                     | 4.   | Atlético Nacional    | 10 | 10 | 3 | 4 | 3 | 12 | 10 | +2  |
|                     | 5.   | Santa Fe             | 7  | 10 | 2 | 3 | 5 | 13 | 17 | -4  |
|                     | 6.   | Atlético Bucaramanga | 4  | 10 | 2 | 0 | 8 | 12 | 24 | -12 |

Legenda:

         Campione di Colombia 1977 e qualificato alla Coppa Libertadores 1978
         Qualificato alla Coppa Libertadores 1978
Note:
Due punti a vittoria, uno a pareggio, zero a sconfitta.

## Statistiche

### Classifica marcatori
| Gol |  |  | Giocatore             | Squadra                |
| --- |  |  | --------------------- | ---------------------- |
| 33  |  |  | Oswaldo Palavecino    | Atlético Nacional      |
| 31  |  |  | Miguel Ángel Converti | Millonarios            |
| 28  |  |  | Néstor Scotta         | América de Cali        |
| 28  |  |  | Ramón Gómez           | Cristal Caldas         |
| 20  |  |  | Eladio Vásquez        | Independiente Medellín |
| 20  |  |  | Jorge Cáceres         | América de Cali        |
| 17  |  |  | Eduardo Vilarete      | Atlético Bucaramanga   |
| 15  |  |  | Oscar Más             | América de Cali        |
| 15  |  |  | Alberto Benítez       | Deportivo Cali         |
| 14  |  |  | Juan Ramón Verón      | Atlético Junior        |